# Cerâmica Jōmon

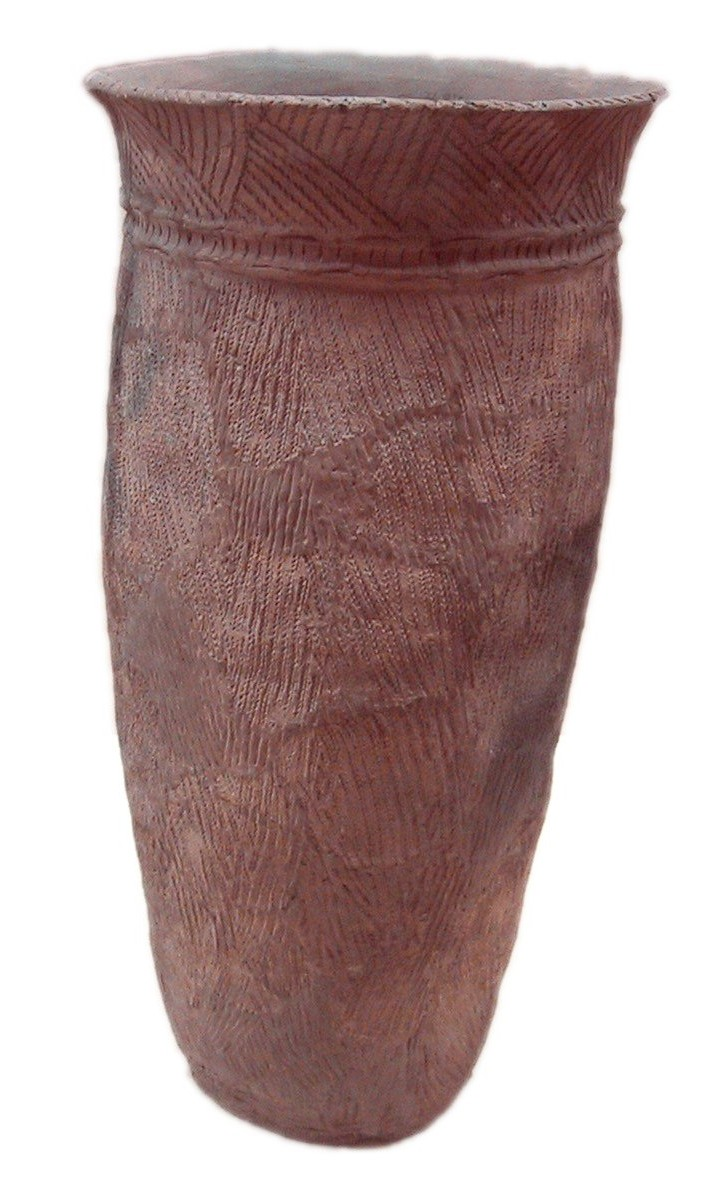
Um tipo de cerâmica Jomon.

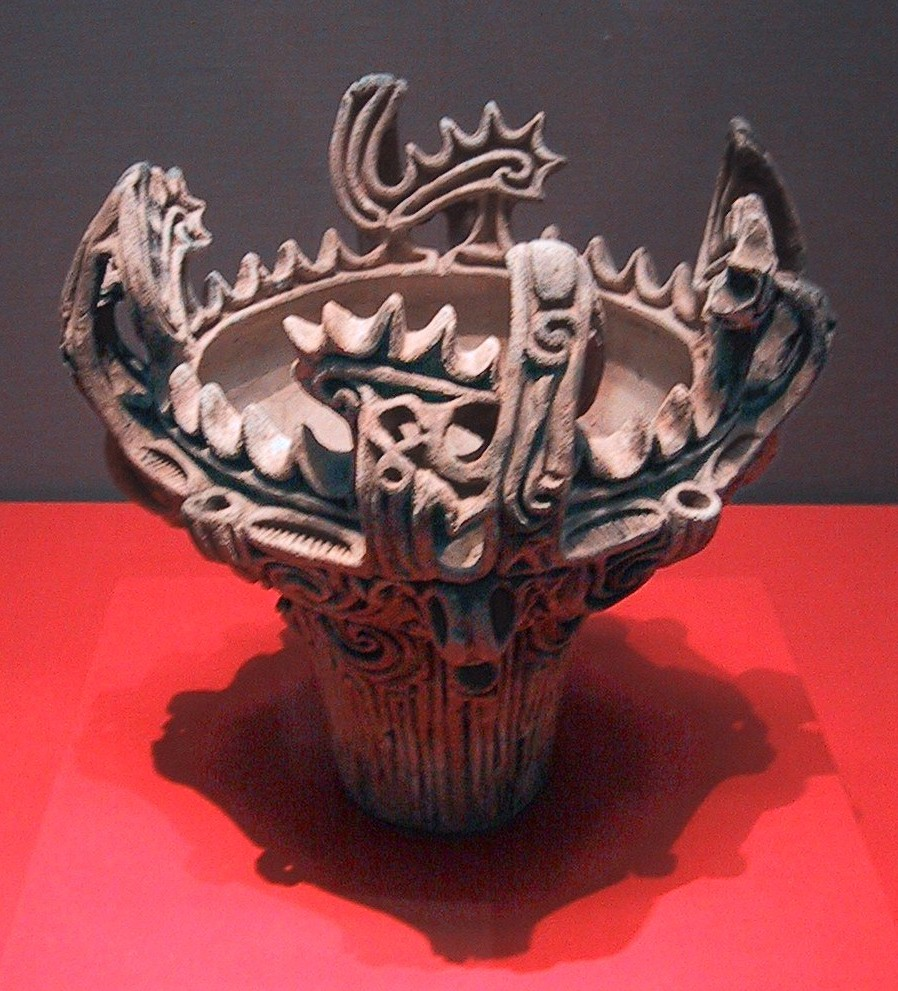
Um outro tipo de cerâmica Jomon.

A cerâmica Jomon (縄文式土器, Jōmon-shiki Doki) é um tipo de cerâmica antiga que foi feita durante o período Jomon no Japão. O termo "Jomon" (縄文) significa "desenho de corda" em japonês, descrevendo os padrões que foram prensados em argila.

## Perfis

### A mais antiga cerâmica no mundo
Os vasos de cerâmica criados no Japão Antigo, durante o período Jomon, são geralmente aceitos como sendo os mais antigos vasos cerâmicos no mundo. Eles não são, entretanto, os objetos cerâmicos mais antigos, que são as estatuetas tais como a Vênus de Dolní Věstonice descoberta na República Tcheca. 

### Datação
Pedaços de cerâmica descobertos em uma caverna na costa noroeste de Kyushu dos dias modernos remontam a até 12.700 a.C. em testes de datação radiométrica . É acreditado por muitos que a cerâmica Jomon foi fabricada provavelmente até mesmo mais cedo do que esta data. Entretanto, devido a ambiguidade e as múltiplas fontes reivindicando datas diferentes baseadas em diferentes técnicas de datação, é difícil dizer ao certo quanto tempo atrás a cerâmica Jomon foi feita. Algumas fontes reivindicam descobertas arqueológicas tão distantes quanto o milênio 14 a.C. .

### Cronologia Jomon
O período Jomon no Japão Antigo durou até aproximadamente 300 a.C. A partir dali, está dividida em seis períodos: Jomon Incipiente, de 10.500-8.000 a.C., Jomon Mais Antigo, de 8.000-5.000 a.C.,  Jomon Inicial, de 5.000-2.500 a.C., Jomon Médio, de 2.500- 1.500 a.C., Jomon Tardio, de 1.500-1.000 a.C., e o Jomon Final, de 1.000-300 a.C. . Existem mais de 80 sítios no Japão onde os vasos da cerâmica do período Jomon Incipiente foram encontrados , mas a maioria da cerâmica Jomon permanece vinda de períodos mais recentes.

### Características
A maioria da cerâmica Jomon tem bases arredondadas e os vasos são tipicamente pequenos. Isto mostra que os vasos seriam tipicamente usados para cozer comida, talvez apropriados para fogueira . Mais tarde pedaços de cerâmica Jomon estão mais elaborados, especialmente durante o período Jomon Médio, onde as bordas das panelas tornaram-se muito mais complexas e decoradas .
O próprio nome Jomon significa “corda-padrão”. Isto se refere às impressões na superfície da cerâmica que foram criadas pela prensagem de cordas na argila antes que ela fosse aquecida a aproximadamente 600-900 graus Celsius. .